# Storia della pallavolo

## Sintesi delle tappe più importanti che hanno segnato l'evolversi della pallavolo
| 1895 | Invenzione del volley-ball da parte del prof. William G. Morgan. La palla viene giocata con le mani; il numero dei tocchi è infinito; l'incontro si gioca a set, come nel tennis; la durata del set è in relazione al numero dei giocatori; la rete è alta 2 metri e il campo misura 18,30 x 10,62 metri |
| 1900 | La durata del set viene fissata in 21 punti e la rete alzata a 2,13 metri; viene costruito circa in questo periodo un pallone quasi simile a quello attuale, da 62 a 69 cm di circonferenza e da 240 a 300 grammi di peso; la palla è buona anche se tocca la riga che delimita il campo, mentre non lo è se tocca un oggetto fuori dal campo. |
| 1912 | Viene introdotta la rotazione obbligatoria dei giocatori; la rete viene portata a 2,28 metri mentre il numero dei giocatori varia da nazione a nazione. |
| 1913 | Si svolgono i primi giochi asiatici con Cina e Filippine, con il sistema a 16 giocatori per squadra. |
| 1914 | L'Inghilterra è il primo paese europeo ad adottare la pallavolo. |
| 1917 | La rete viene posta a 2,27 metri mentre il set finisce a 15 punti; le squadre sono composte di 6 giocatori con possibilità di sostituzioni; le gare si giocano al meglio dei 2 set su 3; l'unico arbitro svolge anche le funzioni di segnapunti. |
| 1917 | In Italia appare per la prima volta questo nuovo gioco. |
| 1921 | Viene introdotta la linea centrale. Nei Giochi dell'Estremo Oriente, svoltisi a Shanghai, si gioca con il sistema a 12 giocatori anziché a 16. |
| 1922 | Il numero dei tocchi di palla è limitato a 3; i giocatori di seconda linea (quelli che stanno dietro la linea che delimita la d'attacco, posta a tre metri di distanza dalla linea centrale) non possono schiacciare. |
| 1923 | La pallavolo entra in Africa, attraverso l'Egitto, la Tunisia ed il Marocco, ed in Russia. Il campo viene ridotto a 18,28 m x 9,14 m (due quadrati uguali). |
| 1924 | Ai Giochi Olimpici di Parigi, la pallavolo è sport dimostrativo. In Giappone viene adottato il sistema dei 9 atleti per squadra, con 21 punti per set, senza rotazione. Tale sistema verrà abbandonato solo nel 1947 nel momento della fondazione della Federazione Internazionale. |
| 1925 | Nasce la regola che per vincere un set, la squadra deve acquisire almeno un distacco di due punti (15-13; 17-15; 20-18....). |
| 1936 | Ai Giochi Olimpici di Berlino, su proposta della Polonia, si forma un Comitato per la costituzione della Federazione Internazionale, comprendente 13 Federazioni europee, 5 dell'America e 3 dell'Asia. |
| 1938 | Mentre prima si difendeva e basta, ai giocatori ora è permesso "murare" chi schiaccia. |
| 1947 | A Praga viene fondata la Fédération Internationale de Volleyball (FIVB). A Parigi (dal 18 al 20 aprile, con la partecipazione di Belgio, Brasile, Cecoslovacchia, Egitto, Francia, Italia, Paesi Bassi, Polonia, Portogallo, Romania, Ungheria, Uruguay, USA e Jugoslavia) si tiene il primo Congresso della FIVB e viene ufficialmente approvato il primo regolamento internazionale che unifica le regole di gioco europee e quelle americane. Viene anche eletto il primo presidente della FIVB, il francese Paul Libaud, che governerà la pallavolo mondiale fino al 1984. |
| 1948 | Si svolge a Roma il primo Campionato europeo. |
| 1949 | Si svolge a Praga il primo campionato mondiale. |
| 1953 | La nazionale maschile del Giappone partecipa ai campionati Usa adottando il sistema a sei giocatori. |
| 1955 | Il CONI riconosce la Federazione Italiana Pallavolo (FIPAV) come membro effettivo. |
| 1957 | A Sofia il Comitato Olimpico Internazionale (CIO) riconosce ufficialmente la FIPAV. |
| 1964 | La pallavolo esordisce ufficialmente a Tokyo nei Giochi olimpici; modifica del regolamento riguardante il muro: è permesso ora oltrepassare il prolungamento immaginario del piano della rete; al muro sono concessi due tocchi consecutivi (cioè, chi fa muro e tocca la palla che viene schiacciata può rigiocarla subito). |
| 1965 | Viene abolito il fallo di "velo". |
| 1971 | La FIVB organizza in Giappone il primo corso internazionale per allenatori, a cui partecipano 49 tecnici provenienti da 13 paesi. |
| 1974 | Vengono proposte due modifiche alle regole di gioco da attuarsi dopo le Olimpiadi del 1976: una delle regole nuove consiste nel non considerare il primo tocco del muro: praticamente, se il muro tocca la palla che viene schiacciata, la squadra che difende può rigiocarla sempre utilizzando i tre tocchi. La seconda modifica riguarda la posizione delle antenne che dovranno trovarsi esattamente sul prolungamento della banda laterale. |
| 1982 | Viene ora considerato valido l'attacco della seconda linea quando, pur staccando il giocatore dalla zona d'attacco (prima linea), il pallone viene intercettato da un muro invadente. Per quanto riguarda la tecnica, si nota un incremento delle battute di forza utilizzate, nei finali di set, in alternanza alle battute a foglia morta per rendere più difficile la costruzione del gioco veloce. |
| 1984 | Modifiche importanti alle regole di gioco. 1) Non si può fare muro o attaccare direttamente contro la palla inviata con il servizio; 2) Il giocatore di seconda linea che fa un'azione d'attacco dalla zona d'attacco (prima linea) o dal suo prolungamento immaginario, commette fallo; 3) Non esiste fallo di doppio tocco durante il bagher di ricezione o di difesa (quest'ultimo caso è valido solo se la palla arriva direttamente e non dopo aver toccato il muro). Appare il sistema 5-1 (un solo alzatore) al posto dell'usuale 4-2. Il Congresso Mondiale elegge il nuovo Presidente della FIVB Ruben Acosta, avvocato messicano. Il Francese Libaud è nominato presidente onorario. Gli uffici della FIVB vengono trasferiti da Parigi a Losanna (Svizzera). 156 sono le Federazioni Nazionali affiliate alla FIVB. 90 milioni sono i praticanti nel mondo. |
| 1988 | Vengono introdotte due importanti modifiche alle regole di gioco, al fine di contenere la durata degli incontri entro un certo limite: ogni set termina al 17° punto, anche se le squadre si trovano sul 16 pari; il 5º set viene giocato con il sistema del tie-break in cui ogni errore viene considerato punto. Altra modifica del regolamento riguarda il comportamento degli atleti e degli allenatori: l'allenatore può parlare con i propri giocatori anche durante il gioco purché non si alzi in piedi, mentre le riserve possono stare ai bordi del campo (lontano dal rettangolo di gioco) purché dimostrino di riscaldarsi; esse possono fare il tifo e parlare con i compagni che stanno giocando. |
| 1990 | La FIVB introduce qualche correttivo alle regole di gioco: 1) Quando il muro trasporta la palla verso la direzione opposta da dove è provenuta bisogna sanzionare il fallo di trattenuta: il tocco deve essere netto e non accompagnato; 2) Quando su pallonetto si accompagna la palla con l'avambraccio o con il braccio bisogna sanzionare il fallo di trattenuta o accompagnata; 3) Maggiore severità nel giudicare il palleggio dell'alzatore durante il salvataggio delle palle che, per effetto di una ricezione imprecisa, stanno andando nel campo avversario; 4) Maggiore permissività nel giudicare il bagher di ricezione o di difesa. Ad Osaka si svolge la prima edizione della manifestazione denominata World League maschile. |
| 1992 | Il Congresso mondiale FIVB stabilisce alcune modifiche alle regole di gioco: 1) Il sistema di gioco nel 5º set (tie-break) non prevede più il limite massimo di 17 punti, ma a 15 o oltre deve esserci un distacco di almeno due punti (15/13; 16/14; 17/15; 18/16; 19/17; 20/18; ecc.); 2) Si agevola la difesa permettendo la possibilità della "doppia" al primo tocco di squadra purché non in palleggio. |
| 1994 | La FIVB apporta alcune modifiche regolamentari: 1) La palla può colpire qualsiasi parte del corpo; è possibile perciò anche calciarla. 2) La zona di servizio è estesa per tutti i 9 metri oltre la linea fondo. 3) Il "primo tocco" di squadra è sanzionato solo se la palla viene bloccata o lanciata (tipo pallamano). |
| 1996 | Nella VII edizione della World League vengono introdotti i cosiddetti "tempi di riposo tecnici" a 5 e 10 punti di ogni set ad esclusione del 5º set. Il Congresso Mondiale approva altre proposte di modifiche regolamentari: 1) La palla che attraversa la rete fuori dallo spazio di passaggio, può essere recuperata nella zona libera opposta; 2) La mano, al pari del piede, può toccare il campo avverso fintanto che non oltrepassa completamente la linea centrale; 3) I provvedimenti disciplinari (avvertimento, penalizzazione, espulsione) restano in vigore per tutta la gara per eventuali recidive, quindi non decadono più alla fine di ogni set; 4) Le linee d'attacco sono prolungate di metri 1,75 con linee tratteggiate di cm 15, distanti 20 cm una dall'altra; 5) Il pallone deve essere gonfiato ad una pressione più bassa (0,30 - 0,325 kg/cm³). |
| 1997 | È operativo il cosiddetto "Libero". Il libero è autorizzato a sostituire qualsiasi giocatore difensore. La sua prestazione è limitata come giocatore difensore e non gli è permesso di completare un attacco da qualsiasi posizione (includendo terreno di gioco e zona libera), se al momento del tocco la palla è completamente al di sopra del bordo superiore della rete. Egli non può servire, murare o tentare di murare. |
| 1998 | Rispetto alle precedenti norme viene abolito il cambio-palla: dalla stagione 1999/2000, in tutti i campionati di qualsiasi serie e categoria viene adottato il nuovo sistema di gioco (Rally point system). Per ogni azione è assegnato un punto, sia che la vinca la squadra al servizio che quella in ricezione. In questo secondo caso, oltre a conquistare il punto, la squadra acquisisce anche il diritto a servire ruotando di una posizione in senso orario. La formula di gioco è al meglio di 3 set vinti su 5. Nei primi quattro set, vince la squadra che conquista 25 punti con uno scarto di almeno 2 punti. In caso di parità 24-24, il gioco continua fino a che una squadra non conquista i due punti di vantaggio, senza limiti di punteggio (26/24, 27/25,....). A parità di set vinti, 2-2, il set decisivo (5°) è giocato a 15 punti con uno scarto di almeno 2 punti, senza limiti di punteggio (16/14, 17/15, ...). Cambia anche il punteggio di classifica: 3 punti alla vittoria per 3-0 e 3-1 2 punti alla vittoria per 3-2 1 punto alla sconfitta per 2-3 0 punti alla sconfitta per 1-3 e 0-3 Viene confermata l'applicazione della regola del "Libero" in tutti i campionati di qualsiasi serie e categoria (tranne nei Campionati Under 14 M/F, Under 15/F e Under 16/M). Un'altra variazione importante riguarda il fondamentale della battuta: nell'attraversare la rete, la palla può toccarla (il tocco della rete da parte della palla dopo la battuta non è, quindi, più considerato fallo). L’allenatore può dare istruzioni di gioco agli atleti stando in piedi o muovendosi nella zona libera davanti alla propria panchina, dal prolungamento della linea di attacco all'area di riscaldamento, senza disturbare o ritardare il gioco. |
| 2005 | Vengono aggiunti i tempi di riposo tecnici: Nei primi quattro set sono applicati automaticamente due "tempi di riposo tecnici" per set, della durata di 60 secondi ciascuno, quando la squadra al comando raggiunge gli 8 ed i 16 punti. Nel set decisivo (5°) non sono previsti "tempi di riposo tecnici"; ogni squadra può richiedere solo i due tempi di riposo regolamentari della durata di 30 secondi. |